# Yichang
Yichang is een Chinese stad in de gelijknamige prefectuur in de provincie Hubei. Bij de volkstelling van 2020 had de stad 1.284.305 inwoners, de gehele prefectuur had 3.762.407 inwoners.
Yichang is bekend vanwege het enorme bouwwerk de Drieklovendam aan de rivier Yangtze.
Deze dam is 2 kilometer lang en 180 meter hoog en geeft aan 200 miljoen Chinezen elektriciteit.
De Nederlandse gemeente Apeldoorn heeft een partnerschap met Yichang. Het gebied van de stadsprefectuur Yichang is met 21.227 km² zo groot als de helft van Nederland.
Door Yichang loopt de nationale weg G318. De G209 passeert net ten noordwesten van de stad.
Historisch bekeken lag Yichang in het tijdperk van de Strijdende Staten op de grens van Ba in het westen en Chu in het oosten.

## Indeling
De prefectuur bestaat uit 5 districten, 3 gemeenten, 2 autonome gemeenten en drie onafhankelijke steden.
- District Xiling (西陵区), 90 km², 400.000 inwoners, hoofdplaats prefectuur;
- District Wujiagang (伍家岗区), 69 km², 140.000 inwoners;
- District Dianjun (点军区), 546 km², 100.000 inwoners;
- District Xiaoting (猇亭区), 118 km², 50.000 inwoners;
- District Yiling (夷陵区), 3.424 km², 520.000 inwoners;
- Gemeente Yuan’an (远安县), 1.752 km², 200.000 inwoners, hoofdplaats: Mingfeng (鸣凤镇);
- Gemeente Xingshan (兴山县), 2.327 km², 190.000 inwoners, hoofdplaats: Gufu (古夫镇);
- Gemeente Zigui (秭归县), 2.427 km², 390.000 inwoners, hoofdplaats: Maoping (茅坪镇);
- Autonome gemeente Changyang Tujia (长阳土家族自治县), 3.430 km², 410.000 inwoners, hoofdplaats:  Longzhouping (龙舟坪镇);
- Autonome gemeente Wufeng Tujia (五峰土家族自治县), 2.072 km², 210.000 inwoners, hoofdplaats: Wufeng (五峰镇);
- Stad Zhijiang (枝江市), 1.310 km², 510.000 inwoners;
- Stad Yidu (宜都市), 1.357 km², 390.000 inwoners;
- Stad Dangyang (当阳市), 2.159 km², 480.000 inwoners.